# Hr.Ms. Caroline (1940)
De Hr.Ms. Caroline (FY 1729) was een Nederlandse hulpmijnenveger. Het schip is gebouwd als IJM-26 Caroline door de scheepswerf Bonn & Mees uit Rotterdam. Na de val van Nederland in 1940 wist het schip uit te wijken naar het Verenigd Koninkrijk waar het nog datzelfde jaar door de Nederlandse marine werd gevorderd en in Falmouth omgebouwd tot hulpmijnenveger. Het werd als hulpmijnenveger op 20 juni onder commandant LTZ 1 B.C. Mahieu in dienst gesteld. De Caroline voerde veegoperaties uit in de Britse wateren, waarbij het schip op 28 april 1941 op een magnetische mijn liep in de baai van Milford Haven. Bij de explosie kwamen alle 15 bemanningsleden om het leven.